# Hypoxis lucens
Hypoxis lucens är en enhjärtbladig växtart som beskrevs av Mcvaugh. Hypoxis lucens ingår i släktet Hypoxis och familjen Hypoxidaceae. Inga underarter finns listade i Catalogue of Life.